# Teresa Kodelska-Łaszek
Teresa Aleksandra Kodelska-Łaszek (* 13. Januar 1929 in Warschau als Teresa Kodelska; † 17. November 2021 ebenda) war eine polnische Skirennläuferin.

## Biografie
Teresa Kodelska-Łaszek kam in Warschau als Tochter des Architektenpaares Anna Kodelska und Aleksander Kodelscy zur Welt. Während der Besetzung Polens war sie Mitglied der Szare Szeregi. Nach dem Warschauer Aufstand versteckte sie sich und verließ die Stadt am 2. Oktober 1944. Ihre Mutter überlebte den Aufstand nicht.
Von 1946 bis 1956 war Teresa Kodelska-Łaszek Mitglied beim AZS Warschau. Sie gewann bei den polnischen Meisterschaften drei Goldmedaillen (1948 und 1952 Slalom sowie 1952 Riesenslalom), zwei Silbermedaillen (1948 Abfahrt und Alpine Kombination) und drei Bronzemedaillen (1951 Abfahrt und Alpine Kombination sowie 1954 Slalom). Bei den Olympischen Winterspielen 1952 in Oslo belegte sie im Slalomrennen Platz 32 und im Riesenslalom den 34. Rang. Im Abfahrtsrennen wurde sie disqualifiziert.
Sie war verheiratet mit Czesław Łaszek und hatte mit ihm einen Sohn.